# Gare de Port-Vendres-Ville
Gare de Port-Vendres-Ville – stacja kolejowa w Port-Vendres, w departamencie Pireneje Wschodnie, w regionie Oksytania, we Francji.
Została otwarta w 1878 roku przez Compagnie des chemins de fer du Midi et du Canal latéral à la Garonne. Jest stacją Société nationale des chemins de fer français (SNCF) obsługiwaną przez pociągi TER Languedoc-Roussillon.